# Erdélyi György (újságíró)
Erdélyi György (Kolozsvár, 1923. április 13. – Budapest, 1983. február 21.) magyar újságíró.

## Életpályája
1934-től Budapesten élt. Miután a polgári iskolát elvégezte, bőrdíszműves-inasnak állt, 1942-ben munkaszolgálatra hívták be, 1945 elején Budapesten szovjet hadifogságba került. Miután hazatért, 1948–1950 között politikai munkatársaként dolgozott a Magyar Szabadságharcos Szövetségnél. 1950 és 1958 között napi- és hetilapoknál volt újságíró. 1959 és 1964 között elvégezte a Színház- és Filmművészeti Főiskola rendezői szakát, majd 1964–1965-ben főelőadóvá nevezték ki a Művelődési Minisztérium színházi főigazgatóságára. 1965-től 1970-ig a Néphadsereg című lap olvasószerkesztője, 1970-től egészen haláláig a Népszava olvasószerkesztőjeként dolgozott.

## Művei
- Huta a Bakony alján 1878-1978. Riportok, beszámolók a 100 éves Ajkai Üveggyárról (Barta Évával, Székely Jánossal, Veszprém, 1978)